# Branč
Branč (hongrois : Berencs) est un village de Slovaquie situé dans la région de Nitra.

## Histoire
Première mention écrite du village en 1156.

## Démographie

### Évolution de la population
| Année:               | 1994. | 2004.   | 2014.   | 2024.   |
| -------------------- | ----- | ------- | ------- | ------- |
| Nombre de personnes: | 2007  | 2065    | 2202    | 2169    |
| Différence:          |       | +2,88 % | +6,63 % | -1,49 % |

| Année:               | 2023. | 2024.   |
| -------------------- | ----- | ------- |
| Nombre de personnes: | 2172  | 2169    |
| Différence:          |       | -0,13 % |